# El cerco de Numancia

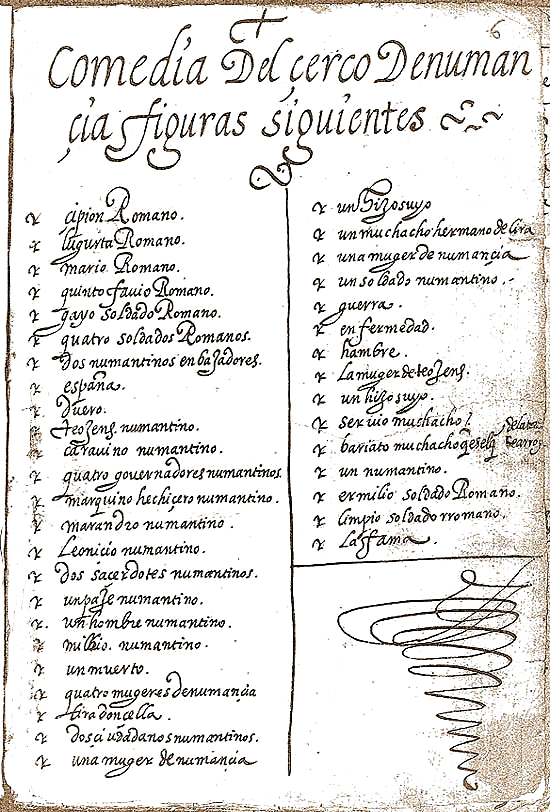
Foglio iniziale del Cerco de Numancia, manoscritto della Biblioteca Nacional de España.

El cerco de Numancia è una tragedia rinascimentale scritta intorno al 1585 da Miguel de Cervantes ispirata alla sconfitta di Numancia durante le Guerre celtibere a opera dell'Impero romano nel II secolo a.C.
La tragedia, conosciuta anche come La Numancia, o secondo testimonianze più antiche Comedia del cerco de Numancia, La destruición de Numancia o Tragedia de Numancia, ci è stata tramandata a partire da due manoscritti: il numero 15.000 della Biblioteca Nacional de España e il codice "Sancho Rayón" conservato nella Hispanic Society of America, trascritto da Antonio Sancha nel 1784 con un'opera di modernizzazione dell'ortografia. Quest'ultimo è il preferito dagli editori moderni.

## Trama
Come in tutte le tragedie, il tema de La Numancia dev'essere svelato dall'inizio, essendo una caratteristica fondamentale di questo genere. L'ineluttabile fatalità alla quale si vedono costretti gli abitanti di Numancia è parte integrante del mantenimento della tensione drammatica della tragedia per poi arrivare all'effettiva catarsi finale.
Numancia, una città celtibera, resiste da anni all'assedio delle truppe del generale romano Scipione l'Emiliano, i cui soldati hanno però perso le buone abitudini militari. Il generale fa un'arringa ai suoi uomini e decide di scavare un fosso per isolare la città.
Due ambasciatori numantini offrono la pace, ma Scipione la rifiuta: le uniche possibilità sono la vita o la morte. Due figure allegoriche che rappresentano la Spagna e il fiume Duero profetizzano la caduta della città, ma altresì la gloria che raggiungerà la nazione grazie a Filippo II, vale a dire durante l'epoca contemporanea all'autore.
A Numancia, nel frattempo, i cattivi presagi (durante un sacrificio a Giove e la resurrezione di un giovane morto di fame) prevedono la distruzione della città. Tuttavia, senza perdere le speranze, i capi propongono di terminare la guerra con uno scontro corpo a corpo (un numantino contro un romano) per decidere le sorti della contesa. Scipione, conscio della validità del suo piano di far morire di fame la popolazione, non accetta la proposta.
Ormai estenuati, gli abitanti della città si apprestano a un'ultima sortita offensiva disperata, ma le donne, che temono di rimanere nelle mani dei romani chiedono loro di distruggere tutti i beni materiali e di uccidere loro stesse per non essere oltraggiate dall'esercito di Scipione. Successivamente si uccidono gli uni con gli altri. I romani entrano in una città inerte e vedono l'ultimo cittadino rimasto lanciarsi nel vuoto da una torre, per evitare che i romani possano tornare a casa con un prigioniero da far sfilare come trofeo di guerra.

## Temi
Quest'opera appartiene al genere della tragedia ma ha caratteristiche che la allontanano dalla poetica di Aristotele.
I temi principali sono la speranza e la libertà. Una volta persa la speranza della vittoria, è imprescindibile cercare di mantenere fino all'ultimo la libertà. Questo desiderio di perseguirla viene conseguito ne La Numancia attraverso il suicidio collettivo che sancirà la vittoria dei romani e del generale Scipione, ma una vittoria senza onore. L'Emiliano non riuscirà né a portare a Roma qualche prigioniero da sfoggiare come trofeo né potrà vantarsi di aver sconfitto il nemico, dato che in pratica i numantini si sono uccisi da soli tra di loro. La sua strategia di far arrendere Numancia senza lo spargimento di sangue risulta quindi altrettanto non riuscita.

## Fonti
L'assedio di Numancia (conquistata definitivamente nel 133 a.C.) viene narrato nell'Ab urbe condita di Tito Livio, ne la Geografia di Strabone e in opere di altri autori come Sallustio e Polibio.
Tuttavia Cervantes sembra non aver attinto da nessuno degli autori romani, visto che probabilmente si basò su alcune cronache rinascimentali, come la Crónica general de España di Florián de Ocampo.

## Analisi
Secondo la tradizione La Numancia è considerata una delle migliori tragedie rinascimentali spagnole, a prescindere dal fatto che le altre composte in questo periodo non abbiano una qualità notevole.
Nella tragedia è possibile sottolineare lo sviluppo del protagonista collettivo e la abilità con cui si alimenta la sua speranza, sempre contrariata dal destino. L'opera termina con la decisione dei numantini di non consegnare nulla al nemico suicidandosi collettivamente; in questa maniera nonostante la sconfitta e la morte la vera gloria e l'onore vengono attribuiti proprio a Numancia e non ai romani.